# Russell Kennedy
Russell Kennedy (Truckee, 7 ottobre 1991) è un fondista statunitense naturalizzato canadese nel 2010.

## Biografia
Attivo in gare FIS dal novembre del 2009, Kennedy ha esordito in Coppa del Mondo l'8 dicembre 2012 a Québec (45º), ai Giochi olimpici invernali a Pyeongchang 2018, dove si è classificato 45º nella 50 km, 51º nella sprint e 9º nella staffetta, e ai Campionati mondiali a Seefeld in Tirol 2019, dove si è piazzato 68º nella 15 km e 46º nella 50 km; ai Mondiali di Oberstdorf 2021 è stato 30º nella 15 km, 28º nella 50 km e 10º nella staffetta e non ha completato lo skiathlon e a quelli di Planica 2023 si è classificato 37º nello skiathlon.

## Palmarès

### Coppa del Mondo
- Miglior piazzamento in classifica generale: 102º nel 2022